# José Antonio Rodríguez Salas
José Antonio Rodríguez Salas (Beas de Granada, Granada, 20 de octubre de 1965) es un político español del PSOE, exalcalde del municipio granadino de Jun, candidato en las primarias del Partido Socialista Obrero Español de Andalucía de 2013 a la Secretaría General y miembro de la Dirección Federal del PSOE. 
Desde septiembre de 2018 es Vocal Asesor de la Presidencia del Gobierno de España.
Diputado por la provincia de Granada en la XIII Legislatura, XIV Legislatura y XV Legislatura.

## Trayectoria
Concejal del ayuntamiento de Jun desde 1991, fue primer teniente de alcalde hasta 2005, cuando es elegido alcalde por el pleno del ayuntamiento, revalidando el cargo en las elecciones municipales de 2007, 2011 y 2015. 
El 3 de julio de 2013 anunció su participación en las primarias del PSOE-A para elegir al candidato de su partido de cara a las próximas elecciones autonómicas en Andalucía.
El 17 de septiembre de 2018 renuncia a su cargo de alcalde de Jun y se incorpora como vocal asesor de la Presidencia del Gobierno de España.
Diputado por la provincia de Granada en el Congreso de los Diputados en la XIII Legislatura, y tras las elecciones generales del 10 de noviembre de 2019 en la XIV Legislatura.
Desde el 16 de junio de 2020 es nombrado Coordinador de los diputados y diputadas andaluces en el Congreso.
Desde el 8 de julio de 2020 es además miembro de la Comisión Ejecutiva Regional del PSOE de Andalucía.

## Cargos desempeñados
- Concejal del Ayuntamiento de Jun (1991-2018).
- Primer teniente de alcalde de Jun (1991-2005).
- Alcalde de Jun (2005-2018).
- Diputado en la Diputación Provincial de Granada (2006-2007).
- Miembro de la Dirección Federal del PSOE (desde junio de 2017).
- Vocal Asesor de la Presidencia del Gobierno (desde septiembre de 2018).
- Diputado por la provincia de Granada al Congreso de los Diputados (desde abril de 2019) en la XIII, XIV Legislatura y XV Legislatura.

## Twitter Town Project
Actualmente trabaja con el Massachusetts Institute of Technology (MIT) y su Laboratorio de Máquinas Sociales, dirigido por Deb Roy, en un proyecto que se propone estudiar el gobierno abierto de Jun a través de la red social de Twitter. El último objetivo es extrapolar esta iniciativa a diferentes ciudades de Norteamérica, como se explica en el artículo de Medium. En este artículo, los directores del proyecto, Deb Roy y William Powers, explican el novedoso concepto de visibilidad recíproca entre los ciudadanos y la administración, lo que implica el empoderamiento de los funcionarios en lo que Rodríguez Salas llama la "Society of the Minute" o Sociedad del Minuto. Los ciudadanos preguntan a los políticos y los empleados les hacen preguntas directas y esperan respuestas rápidas.